# سوخوي سو-12
سوخوي سو-12 (بالإنجليزية: Sukhoi Su-12)‏ هي طائرة استطلاع من صناعة سوخوي. كان أول طيران لها في 26 أغسطس 1947.